# Micrococcus
Micrococcus é um gênero de bactérias do filo Actinobacteria. Normalmente, não são patogênicos, e podem ser essenciais para manter o equilíbrio da flora bacteriana na pele.